# Valle de Aspe

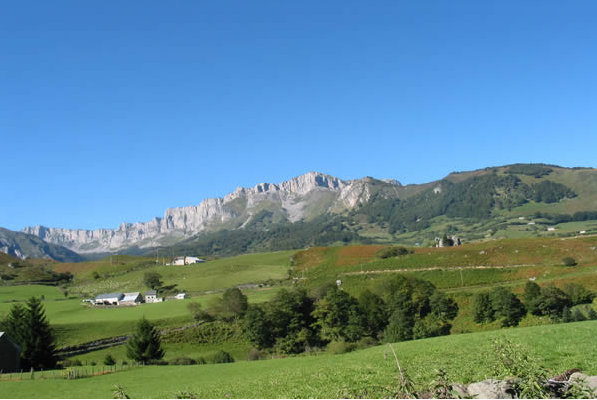
Valle de Aspe, en Lescun.

El Valle de Aspe (en francés: «La Vallée d'Aspe») es un valle de los Pirineos franceses situado en el departamento de los Pirineos Atlánticos en la región de Nueva Aquitania, fronterizo con el Valle del Aragón (Huesca). El término "Aspe" podría ser interpetrable en euskara como "haizpe" (bajo la peña).
Es uno de los tres valles del Alto Bearne junto con los de Ossau al este y Baretous al oeste.
Su parte más alta, el Puerto de Somport, marca la frontera con España y por su enorme valor ecológico y casi salvaje (alberga los últimos ejemplares de oso pardo pirenaico), pertenece al parque nacional francés de los Pirineos.
El Valle, que tiene cerca de 40km de longitud, está compuesto por trece localidades que son de sur a norte: Lourdios-Ichère, Urdos, Borce, Etsaut, Cette-Eygun, Lescun, Lées-Athas, Accous, Aydius, Osse-en-Aspe, Bedous, Sarrance y Escot.

## A visitar
- Los Ecomuseos de Lourdios-Ichère, Sarrance y Accous.
- El Parque faunístico de Borce.
- El Circo de Lescun, compuesto de picos legendarios.
- El Fuerte de Portalet.